# Veli otok
Koordinati:   44°04′50″N, 15°03′10″E
Veli Otok je majhen nenaseljen otoček v Jadranskem morju, ki pripada Hrvaški.
Veli Otok leži pri otoku Ižu, okoli 1 km zahodno od rta Osiljinac na koncu Iškega kanala. Njegova površina meri 0,202 km². Dolžina obalnega pasu je 2,0 km. Najvišji vrh otočka je visok 42 mnm.